# Кауфман, Ларри
Ларри Кауфман (англ. Larry Kaufman; 15 ноября 1947, Вашингтон) — американский шахматист, гроссмейстер (2008) и игрок в сёги. Разработчик шахматных программ.
Выпускник Мэрилендского университета. Место жительства Вашингтон.

## Шахматы
В составе сборной США участник двух командных чемпионатов мира среди студентов — 1967 (2 место) и 1972 гг. Финалист чемпионата США 1971 года.
Чемпион мира среди ветеранов (2008). По итогам чемпионата Л. Кауфману было присвоено звание гроссмейстера.
Один из создателей шахматной программы «Mac Hack», имевшей коммерческим успех в Северной Америке. Впоследствии участвовал в разработке таких программ, как «Kasparov's Gambit», Rybka и Komodo.
В 2000-х гг. работал в журнале «Computer Chess Reports».
Автор книги «The Chess Advantage in Black and White: Opening Moves of the Grandmasters» (2004).

### Изменения рейтинга
| Графики недоступны из-за технических проблем. См. информацию на Фабрикаторе и на mediawiki.org. |

## Сёги
Помимо западных шахмат, Кауфман играет в сёги, имея 5 дан ФЕСА. Играет в сёги и его сын Раймонд, имеющий 3 дан ФЕСА.
Известный специалист по форовым сёги, автор книги «Форовые сёги».
Рейтинг Эло на 1 января 2014 года — 2264 (2-е место в США и 11-е в общем рейтинг-листе ФЕСА), на 1 января 2021 года — 2258.

### Турнирные результаты
- 1999: II место на 1-м Международном форуме сёги (Токио)
- 2001: II место в WOSC
- 2002: III место на 2-м Международном форуме сёги
- 2005: 5-е место на 3-м Международном форуме сёги
- 2013: Чемпион США по сёги[5]